# بوکیلووتسی
بوکیلووتسی (به لاتین: Bokilovtsi) یک منطقهٔ مسکونی در بلغارستان است که در شهرستان برکوویتسا واقع شده‌است.